# Hosta undulata
Hosta undulata fut considérée comme une espèce sous le nom de Hosta undulata (Otto & A.Dietr.) L.H.Bailey, 1923.
Elle est actuellement considérée comme un cultivar du genre Hosta sous le nom de « Hosta undulata Albo Marginata », largement cultivé comme plante ornementale en bordure ou comme plante isolée.  
Depuis 2011, elle n'est plus acceptée comme espèce par la liste « WCSP » (Liste mondiale des familles de plantes sélectionnées), et a été reléguée au statut de cultivar par George Schmid.
Cette plante fut classée dans sa propre famille des Hostaceae.

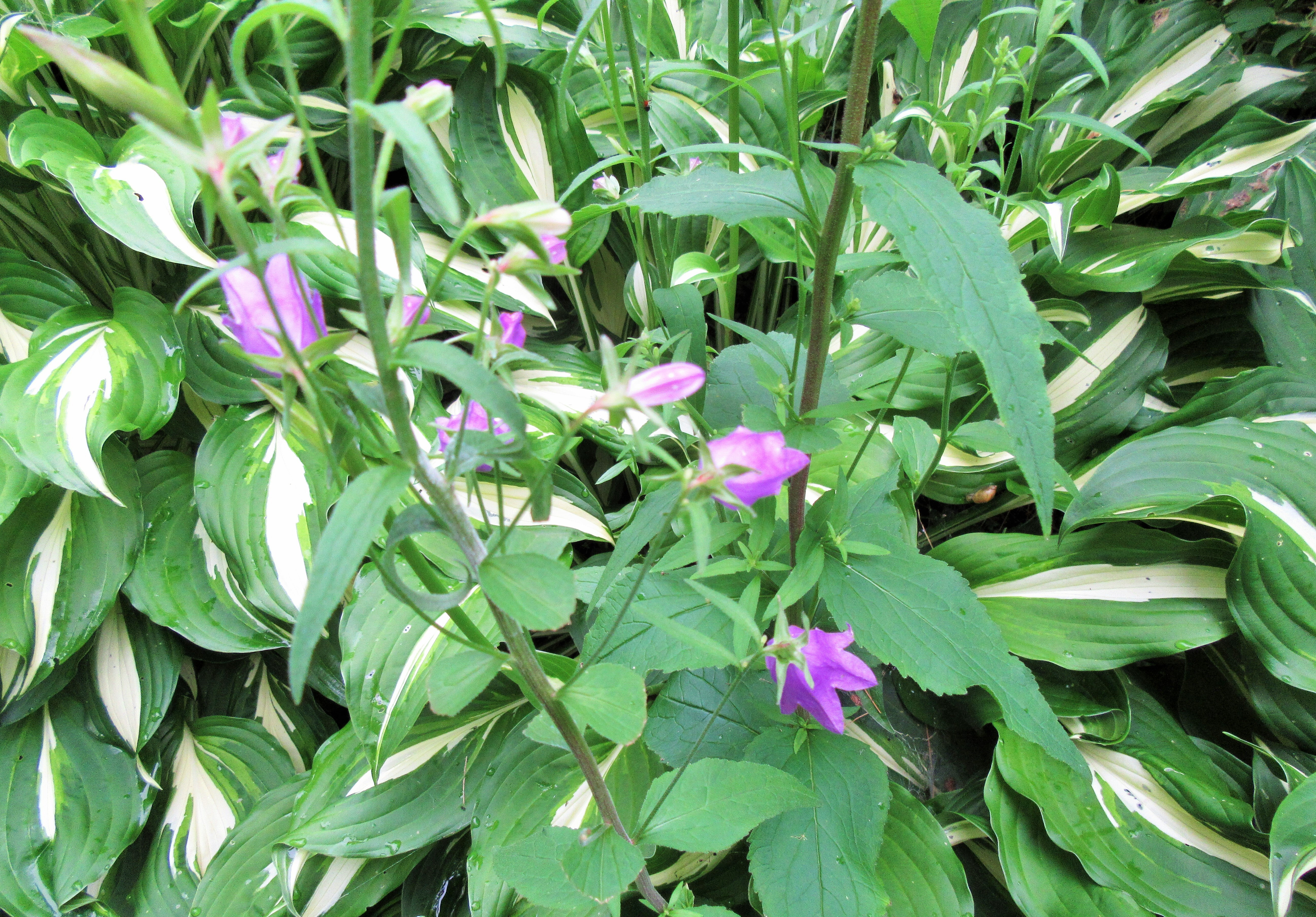
Hosta undulata

## Description
La plante aux feuilles caduques fait entre 0,3 et 0,7 m de haut. Elle tolère des expositions entre mi-soleil et ombre, sur sol riche, frais et bien drainé. Sa floraison lavande pâle est estivale (juillet/aout).
Elle est utilisée en massif, plate-bande, sous-bois,.
L'Hosta undulata est renommée pour prospérer sur les zones ombragées des jardins et des sous-bois. Elle peut présenter différents feuillages : panachés ou unis de teintes variables. Les fleurs sont parfois parfumées. 